# Киста
Киста́ (от греч. κύστις «пузырь») — патологическая полость в тканях или органах, имеющая стенку и содержимое.

## Патанатомия и патогенез
Размер кисты, содержимое и строение стенки бывают различными в зависимости от механизма и давности образования, локализации и т. д.
Различают:
- По наличию  стенки — истинные кисты (выстланы эпителием) и ложные (специальной выстилки не имеют).
- По времени появления — приобретённые (появившиеся после рождения) и врождённые (возникающие при дефектном формировании тканей и органов).
- По механизму образования — ретенционные, паразитарные, травматические, дизонтогенетические, опухолевые[2].

Ретенционные кисты (обычно приобретённые), встречаются в различных железисто-секреторных органах, появляются из-за затруднения или полного прекращения оттока секрета из железы в результате засорения протока микроскопическим мусором (камнем, пыльцой и т. д.) а также пробкой из сгустившегося секрета, сдавлением протока опухолью или рубцом. Секрет, накапливаясь в протоке или железистой дольке, растягивает их, образуя постепенно увеличивающуюся полость с сальным, слизистым, водянистым и другим содержимым. Таковы кисты сальных, слюнных, молочных желез, фолликулярные кисты яичников, поджелудочной и предстательной желез и др. Стенка ретенционной кисты выстлана уплощённым эпителием железы или её протока. При внутриутробных атрезиях протоков желез развиваются врождённые ретенционные кисты.
Рамолиционные кисты (от размягчения) образуются в ткани при её локальном омертвении (при кровоизлиянии, воспалении, инфаркте) и последующем размягчении, разжижении и рассасывании мёртвой ткани. Стенка этого типа кисты образована тканью того органа, в котором она находится, но в дальнейшем может заместиться соединительной тканью. Рамолиционные кисты обнаруживают в головном и спинном мозге, в опухолях. К таким кистам относятся кисты жёлтого тела яичников, зубные, костные кисты при остеобластомах, фиброзном остите.
Паразитарные кисты — это пузырчатая личиночная стадия ленточных червей (эхинококк, цистицерк).
Травматические кисты появляются из-за смещения эпителиальных тканей. К ним относятся травматические эпителиальные кисты пальцев и ладоней вследствие внедрения эпителиального покрова в подлежащую ткань и последующего накопления секрета в образовавшемся мешочке. Такого же происхождения травматические эпителиальные кисты радужной оболочки глаза, поджелудочной железы.
Дизонтогенетические кисты обычно врождённые. Это кистовидное превращение иногда сохраняющихся эмбриональных каналов и щелей, или смещённых тканей при формировании эмбриона. К дизонтогенетическим относят кисты из сохранившихся жаберных щелей, кисты из остатков желточно-кишечного хода; кисты предстательной железы, возникающие в связи с нарушением формирования паранефротических протоков; сирингоцистаденомы и сирингоэпителиомы — пороки развития потовых желез, параовариальные кисты, эндометриозные кисты яичников, дермоидные кисты, множественные кисты почек, поджелудочной железы, печени, лёгких и центральной нервной системы.
Опухолевые кисты возникают в тех случаях, когда растущая ткань опухоли в результате нарушенного метаболизма и развития процесса канцерогенеза формирует одно- и многокамерные полости. Такие кисты нередко образуются в железистых органах (кистозная аденома слюнных желез, кистозная лимфангиома, кистозная амелобластома).

## Клиника и лечение
Клинические проявления кисты зависят от типа, локализации, величины, а также характера возникающих осложнений (нагноение, разрыв, озлокачествление). Небольшие кисты могут не давать симптомов. В тех случаях, когда киста создает неудобства, вызывает болезненные ощущения, нарушает функции органа или грозит каким-либо осложнением, производится изолированное удаление кисты или вместе с органом (частью органа). Большинство кист почек, печени, поджелудочной железы может быть вылечено методом чрескожной пункции или дренирования под контролем УЗИ.

## Ретенционная киста губы
Ретенционная киста является безболезненным образованием, заполненным слизью. Развивается, в основном, снизу на поверхности языка, мелких железах губы, в подъязычной области, щёках (самые частые случаи на нижней губе). Она обычно появляется из-за прикусывания при приеме пищи или каких-либо других травм. На месте маленькой ранки образовывается шарик, наполненный слизью, который со временем будет увеличиваться в размерах. Ретенционная киста безболезненна.